# Antonio Fornoni

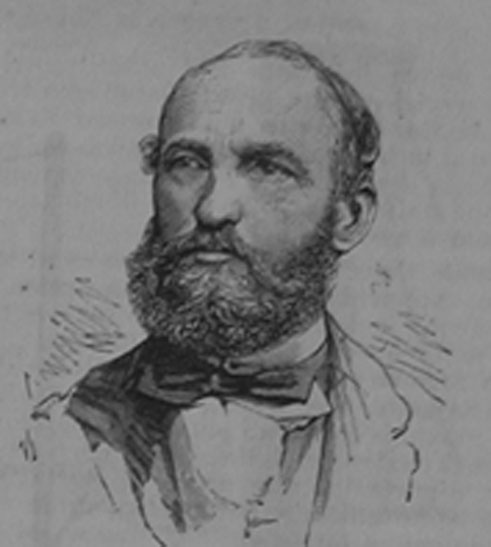
Antonio Fornoni, um 1874

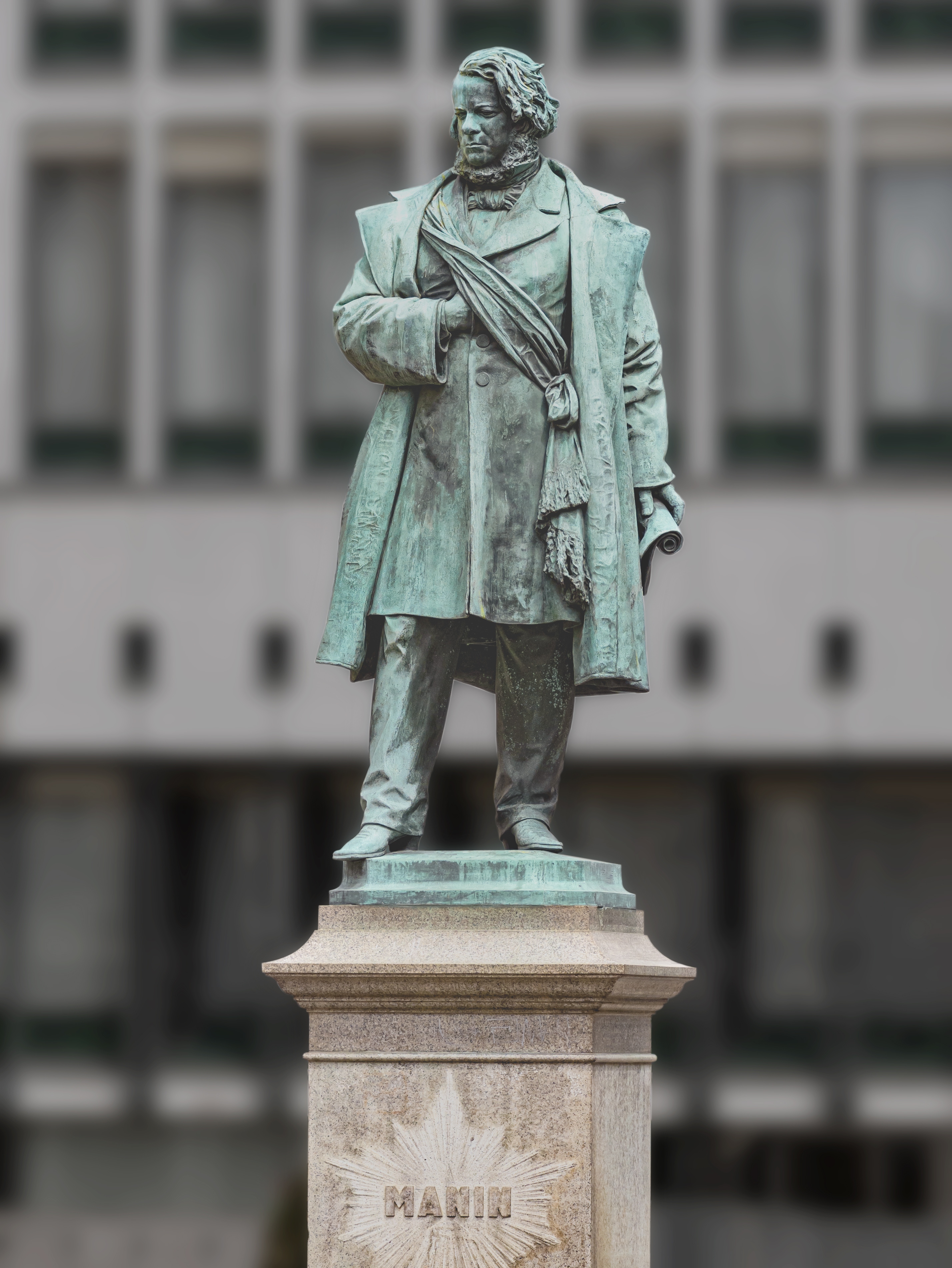
Die 1875 in Gedenken an Daniele Manin aufgestellte Statue

Antonio Fornoni (* 18. September 1825 in Venedig; † 7. April 1897 ebenda) war Unternehmer und von 1872 bis 1875 der erste Nichtadlige unter den Bürgermeistern Venedigs, ein Amt, das er neben Giuseppe Giovanelli führte. Nach seiner Bürgermeistertätigkeit war er Präsident des Consiglio provinciale di Venezia (1895–1897) und Angehöriger des königlichen Senats, des Senato del Regno (d’Italia).

## Leben
Antonio Fornoni war der Sohn der Elisabetta Breda und des Giovanni Fornoni und damit Spross einer Familie, die den Ort Favaro Veneto dominierte. Fornoni betrieb eine Baumwollweberei, wurde Consigliere auf der venezianischen Stadt- und Provinzebene, im März 1872 schließlich Bürgermeister. Ende 1874 wurde er Angehöriger des Senats.
In Venedig unterstützte er die Errichtung einer Wasserversorgung, den Ausbau der Friedhofsinsel San Michele und die Errichtung der Eisenbahn, ebenso wie den Ausbau der Handelsschule. Am 23. Februar 1874 konnte die Wasserleitung eingeweiht werden.
Im Mai 1872 kam es zu einem Streik der facchini, der Diener auf der Giudecca, im August gründete Tito Zanardelli die erste internationalistische Anarchistensektion, im nächsten Monat folgte eine sozialistische Sektion namens Pensiero e Azione. 1874 gründete Giuseppe Alburno die Wochenzeitschrift La Voce del Popolo (Die Stimme des Volkes), diese verkaufte laut einem Bericht der Questura vom 31. Oktober 1874 eine Auflage von 200 Stück.
1875 konnte auf dem Campo Manin die Bronzestatue für Daniele Manin eingeweiht werden, die Luigi Borro geschaffen hatte. Vom 5. bis 7. April 1875 hielt sich der österreichische Kaiser in Venedig auf, am 23. Februar 1876 Giuseppe Garibaldi. Im September 1877 wurde Giobatta Giustinian zum zweiten Mal Bürgermeister von Venedig.